# Davinder Singh
Davinder Singh   (Panjab, 7 de desembre de 1952) és un jugador d'hoquei sobre herba indi, ja retirat, que va competir durant les dècades de 1970 i 1980.
El 1980 va prendre part en els Jocs Olímpics d'Estiu de Moscou, on guanyà la medalla d'or en la competició d'hoquei sobre herba.